# Duality (Dardust)
| Recensione | Giudizio |
| ---------- | -------- |
| Newsic.it  | 7,75/10  |

Duality è il quarto album in studio del musicista Italiano Dardust, pubblicato il 28 ottobre 2022 dalla Masterworks.

## Descrizione
Si tratta di un doppio disco dove per la prima volta in carriera l'artista ha deciso di separare le sonorità elettroniche e neoclassiche che nei lavori precedenti risultavano amalgamati. In merito alla realizzazione di Duality lo stesso Dardust ha dichiarato:
La prima parte del disco, battezzata Left Emisphere, è di natura puramente elettronica, dove l'artista ha sperimentato con svariate influenze, passando tra il nu jazz (Parallel 43), la italo disco ispirata a Giorgio Moroder (Space Samurai) e la UK garage (Addò staje), mentre la seconda parte, intitolata Right Emisphere presenta unicamente composizioni per solo pianoforte. Gran parte dei titoli scelti per i brani rappresentano un omaggio alla cultura giapponese: Lucciole (dalla finestra) è una citazione al film Una tomba per le lucciole, Nuvole in fiore (primo brano composto per il progetto) risulta direttamente ispirato dalle opere di Joe Hisaishi mentre Dono per un addio deriva da un haiku del poeta Matsuo Bashō; fa eccezione Dune, scritta durante la permanenza dell'artista nell'Arabia Saudita e nata da una composizione più lunga intitolata Space Suite (pubblicata successivamente come singolo il 16 dicembre 2022).

## Tracce
Testi e musiche di Dardust, eccetto dove indicato.
CD 1 – Left Emisphere
1. Parallel 43 – 4:16
2. Space Samurai – 5:04
3. Fluid Love – 5:04
4. We're Ready to Shine Again – 2:56
5. Horizon in Your Eyes – 3:53
6. Forget to Be – 2:51
7. Addò staje (feat. Tropico) – 5:14 (Dardust, Tropico)
8. The Whistle – 4:43
9. Petals (Exterior Night) – 3:02
10. Hymn (Epilogue) – 5:14

CD 2 – Right Emisphere
1. Lucciole (dalla finestra) – 3:48
2. Petali (interno giorno) – 3:50
3. Nuvole in fiore – 4:48
4. Dono per un addio – 4:22
5. Hanafubuki (attraverso la tempesta dei fiori di ciliegio) – 3:48
6. Komorebi (luce che filtra tra le foglie degli alberi) – 2:48
7. Dune – 3:32
8. Stormi di origami – 2:32
9. Nintai (spada nel cuore) – 4:01
10. Inno (prologo) – 2:44

## Formazione
Hanno partecipato alle registrazioni, secondo le note di copertina:
Musicisti
- Dario Faini – voce, elettronica, sintetizzatore, programmazione e dubbing (CD 1), pianoforte (CD 2)
- Enrico Gabrielli – flauto traverso, sassofono e clarinetto basso (CD 1: tracce 1-3, 5, 7 e 10), voce (CD 1: traccia 7)
- Amedeo Nan – chitarra elettrica (CD 1: tracce 1-3, 7 e 10)
- Matteo Castiglioni – sintetizzatore e tastiera (CD 1: tracce 1-3, 7 e 10)
- Maurizio Gazzola – basso elettrico (CD 1: tracce 1-3, 7 e 10)
- Marco Falcon – batteria (CD 1: tracce 1-3, 7 e 10)
- Giovanni Ferrazzi – programmazione ed elettronica (CD 1: tracce 1-3, 7 e 10)
- Gianmarco Grandi – voce aggiuntiva (CD 1: traccia 2)
- Nother – dubbing intro e outro (CD 1: tracce 2, 3, 7 e 10)
- Vanni Casagrande – elettronica, sintetizzatore e programmazione (CD 1: traccia 3), dubbing (CD 1: traccia 4), sintetizzatore aggiuntivo (CD 1: traccia 8)
- Astrality – dubbing aggiuntivo (CD 1: traccia 5)
- Chiara Khilibe Codetta – taiko (CD 1: traccia 5)
- Tobia Galimberti – taiko (CD 1: traccia 5)
- Giorgio De Lauri – FX (CD 1: traccia 5)
- Tropico – voce (CD 1: traccia 7)
- John Bernard Wilson – voce (CD 1: traccia 10)
- Carmelo Emanuele Prati – programmazione orchestrale (CD 1: traccia 10)

Produzione
- Dardust – produzione
- Taketo Gohara – supervisione artistica (CD 1: eccetto tracce 8 e 9), produzione (CD 2)
- Niccolò Fornabaio – registrazione (eccetto CD 1: tracce 4, 8 e 9)
- Federico Slaviero – assistenza tecnica (CD 1: tracce 1-3, 7 e 10)
- Antonio Polidoro – assistenza tecnica (CD 1: traccia 5)
- Vanni Casagrande – assistenza alla programmazione e al dubbing (CD 1: tracce 1, 2, 5-7, 10)
- Irko – missaggio, mastering (CD 1: tracce 1, 5 e 6)
- Giovanni Versari – mastering (CD 1: tracce 2-4, 7-10)
- Davide Dell'Amore – assistenza alla registrazione (CD 2)
- Francesco Donadello – missaggio (CD 2)
- Egidio Galvan – mastering (CD 2)